# Bakeridesia
Bakeridesia é um género botânico pertencente à família Malvaceae. É originário da América Central e distribui-se desde o México até ao Norte da América do Sul.
Foi descrito por Bénédict Pierre Georges Hochreutiner  e publicado em Annuaire du Conservatoire et Jardin Botaniques de Genève 15-16: 298-303, no ano de 1913. A espécie-tipo é Bakeridesia galeottii (Baker f.) Hochr.
Trata-se de um género reconhecido pelo sistema de classificação filogenética Angiosperm Phylogeny Website.

## Espécies
| - Bakeridesia amoena - Bakeridesia andrade-limae - Bakeridesia bakerana - Bakeridesia bakeriana - Bakeridesia bezerrae - Bakeridesia esculenta - Bakeridesia exalata - Bakeridesia ferruginea - Bakeridesia galeottii - Bakeridesia gaumeri - Bakeridesia gloriosa - Bakeridesia integerrima - Bakeridesia lanata - Bakeridesia macrantha | - Bakeridesia molinae - Bakeridesia nelsonii - Bakeridesia notolophium - Bakeridesia pickelii - Bakeridesia pittieri - Bakeridesia purpurascens - Bakeridesia rufinervis - Bakeridesia rufivela - Bakeridesia sellowiana - Bakeridesia senilis - Bakeridesia subcordata - Bakeridesia torrendii - Bakeridesia vulcanicola - Bakeridesia yucatana |